# لو موند
لوموند (بالفرنسية Le Monde) وتعني (بالعربية العالم) صحيفة فرنسية يومية مسائية، تصدر بالتنسيق المعروف بشكل برلينر، وهي الإصدار الرئيسي لمجموعة لافي لوموند رئيس مجلس الإدراة ومخرج الإصدار الحالي هو إيرك فوتورنيو. رئيس التحرير هو سيلفي كافمان، حسب إحصاء 2004 تطبع 371,803 نسخة. تحظى باحترام كبير، ويمكن الحصول عليها بسهولة من البلدان غير الناطقة بالفرنسية. لا ينبغي الخلط بينها وبين نشرة شهرية تسمى لوموند ديبلوماتيك. ظهرت أول طبعة منها في 19 ديسمبر 1944م.
يعتقد بعض النقاد أنها حالياً متحيزة، في الماضي كانت كثيراً ما توصف بالوسط اليساري. في عام 1981 دعمت انتخاب الاشتراكي فرنسوا ميتران ضد جاك شيراك على أساس أن التناوب السياسي للأحزاب في الحكومة من شأنه أن يعود بالنفع على فرنسا.
أسسها هيربرت بيوف ميري - بناءً على طلب من الجنرال تشارل ديجول بعد خروج الجيش ألماني من باريس أثناء الحرب العالمية الثانية. بيوف ميري طلب تحرير افتتاحية الاستقلال كشرط لتوليه المشروع. وهو أول تحرير يظهر في 19 ديسمبر 1944.
اللوموند متاحة الآن على الإنترنت منذ 19 ديسمبر 1995.

## رؤساء التحرير
- هوبير بوف ماري (1944-1969)
- جاكوس فوفيت (1969-1981)
- كلود جوليان (1981-1982)
- آندريه لورنس (1982-1985)
- آندريه فونتين (1985-1991)
- جاكوس ليسرون (1991-1994)
- جان ماري كولمبيان (1994-2007)
- فوتورينو (2007-حتى الآن)

## روابط خارجية
- لو موند على موقع الموسوعة البريطانية (الإنجليزية)
- موقع جريدة لوموند